# Морская пехота Италии
В вооружённых силах Италии существуют два подразделения, которые можно назвать «морской пехотой». В первую очередь, это — собственно Морская пехота (итал. Fucilieri di Marina), которая является частью ВМС Италии и выполняет в их составе все присущие морской пехоте функции (морской десант, захват и удержание побережья противника, охрана собственных военно-морских баз). Наряду с «Морскими фузилёрами», итальянские вооружённые силы имеют в распоряжении «Заливный» или «Лагунный» полк (итал. Reggimenti Lagunari), который располагает той же техникой и вооружением, что и морская пехота Италии, использует ту же тактику и (при поддержке авиации и корабельной артиллерии) может решать те же задачи, что и морская пехота Италии, хотя и является частью сухопутных войск.

## Десантные силы
У десантных сил итальянского флота (итал. La Forza da Sbarco) — давние традиции. Первое подразделение подобного рода было создано в начале XVIII века, во времена, когда Италия ещё не существовала как единое государство. С тех тор, подразделения морской пехоты принимали участие практически в каждом конфликте, в который была вовлечена Италия, включая Первую мировую войну, во время которой соединение получило почётное наименование «San Marco» (с итал. — «Святого Марка»), в ознаменование обороны морскими пехотинцами города Венеции.
Во время Второй мировой войны морские пехотинцы из состава дивизии «Святого Марка» храбро сражались на всех фронтах, куда бы их не направляли — от Балкан до Северной Африки. После подписания перемирия в 1943 году, морская пехота Королевских ВМС Италии оказалась разделена на две части между противоборствующими сторонами. На Юге (который в то время контролировали Союзники) и Севере, где действовала 10-я Флотилия MAS и морские пехотинцы из её состава приняли участие в боях против союзнических войск на стороне Итальянской Социальной Республики (RSI).
В послевоенной Италии Морская пехота была воссоздана как «Батальон Святого Марка» в начале 60-х годов. С тех пор это подразделение принимает участие в миротворческих миссиях и было задействовано практически во всех операциях (Ливан начала 80-х, Персидский Залив в 1987-91-х, Сомали в 1991,92 и 95, Албания, Косово, Восточный Тимор и Ирак в 2003, и др.) в которых принимала участие Италия.
Сегодня «Десантные Силы» флота насчитывают 2400 человек Морской пехоты, хорошо обученной и набираемой только на добровольной основе (по контракту). Наиболее подготовленные части морской пехоты входят в состав Сил Быстрого Реагирования Италии, и могут в кратчайшие сроки быть задействованы за морем в амфибийных десантных или обычных операциях. Соединение базируется в Бриндизи (Brindisi).

## История
В 1713 году Сицилийский король Витторио Амедео II учреждает «Морской» Полк (Reggimento «La Marina»), составленный из моряков Морской Эскадры. В последующие годы это подразделение станет называться «Морская Бригада», которая примет участие в первой Войне за Независимость Италии.

## Организация[3]
Командование десантных сил (итал. Comando della Forza da Sbarco)
- Полк «Святой Марк» (итал. Reggimento «San Marco»)
  - Штурмовой Батальон «Градо» (итал. Battaglione Assalto “GRADO”)
  - Батальон материально-технического (Боевого) обеспечения «Голаметто» (итал. Battaglione Logistico (da Combattimento) «Golametto»)
  - Рота морских операций (итал. Compagnia Operazioni Navali)
  - Рота специальных операций (итал. Compagnia Operazioni Speciali)
- Полк «Карлотто» (итал. Reggimento «Carlotto»)
  - Батальон материально-технического обеспечения «Кортеллаццо» (итал. Battaglione Logistico «Cortellazzo»)
  - Учебный батальон «Каорле» (итал. Battaglione Scuole «Caorle»)
- Группа десантных средств (итал. Gruppo Mezzi da Sbarco)

## Галерея

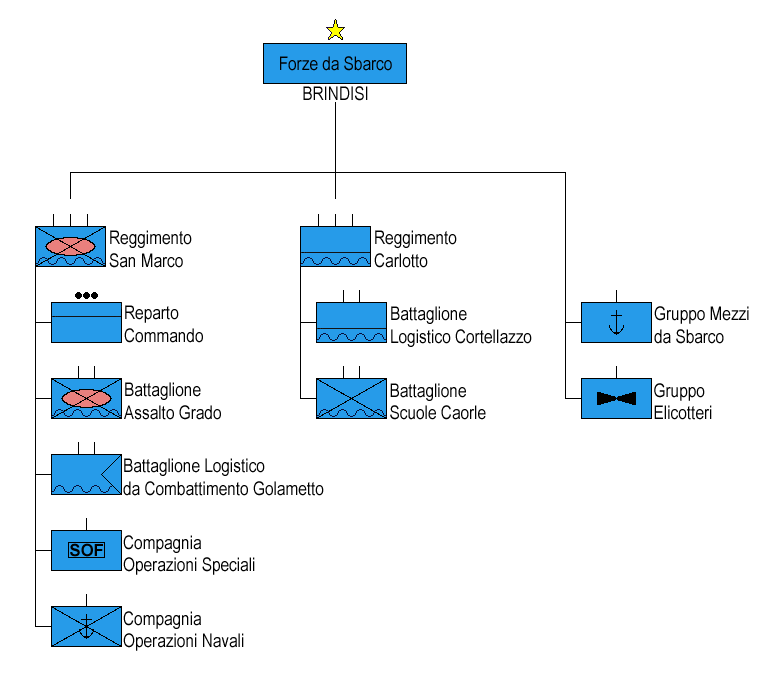
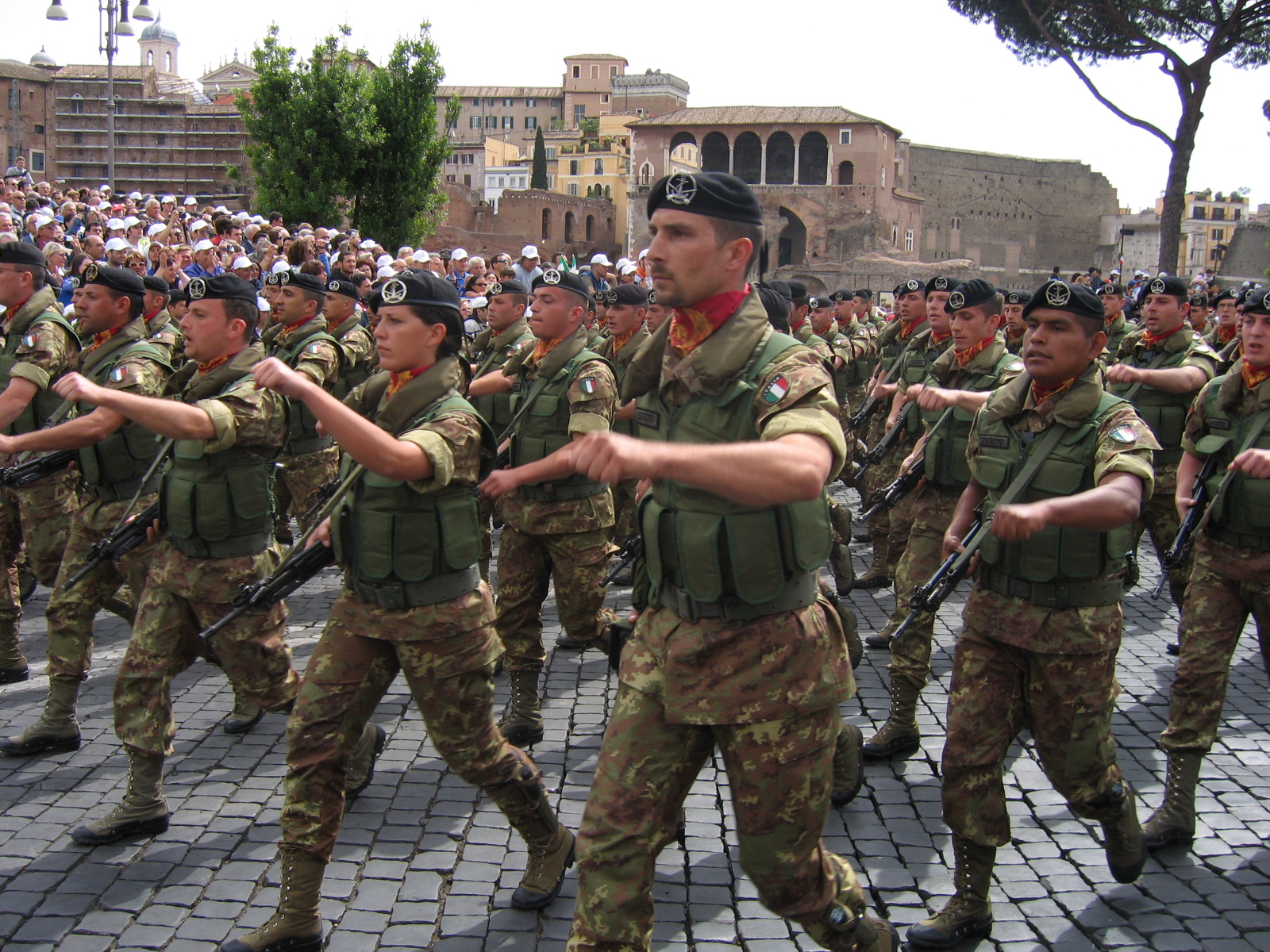
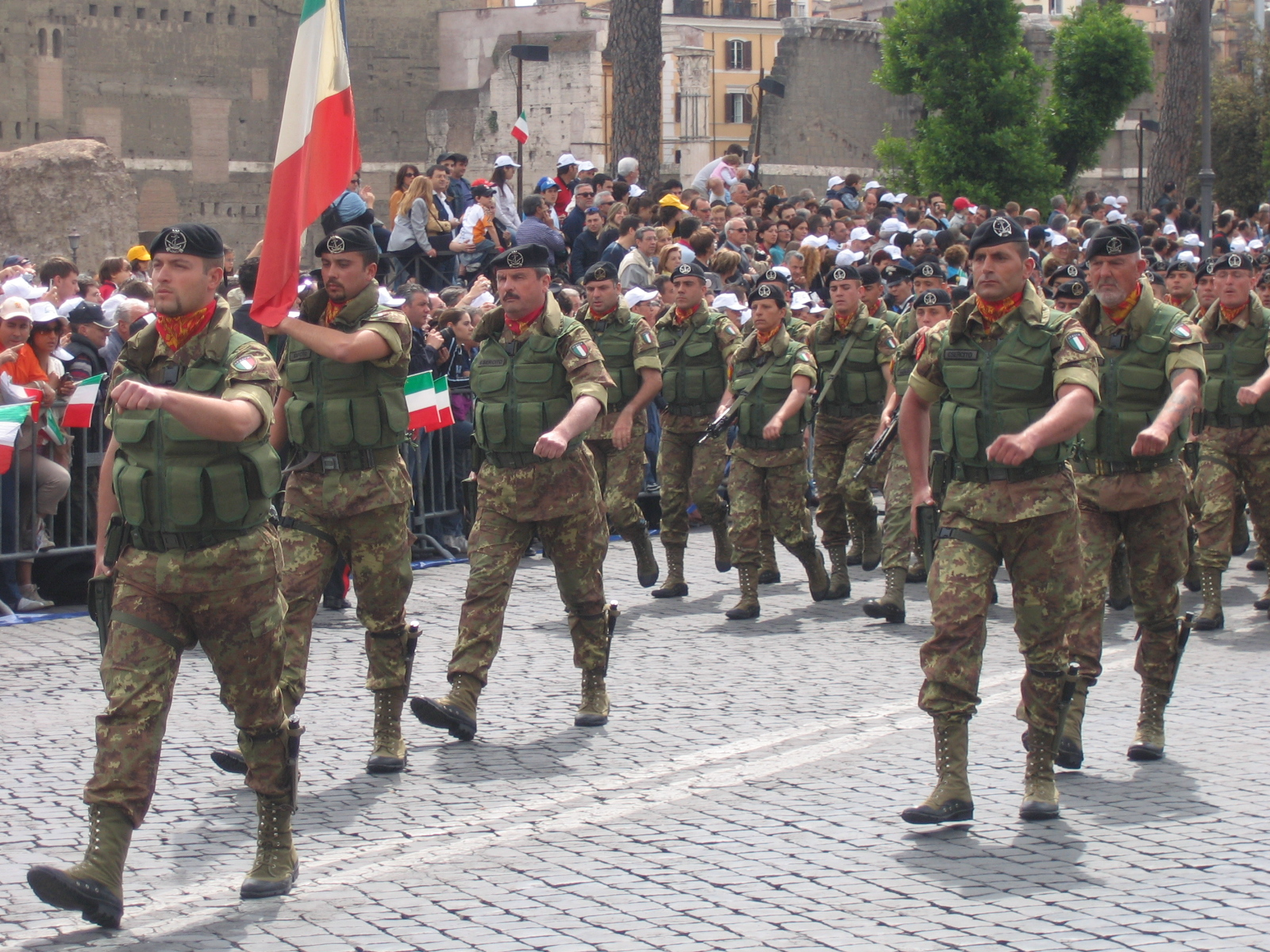
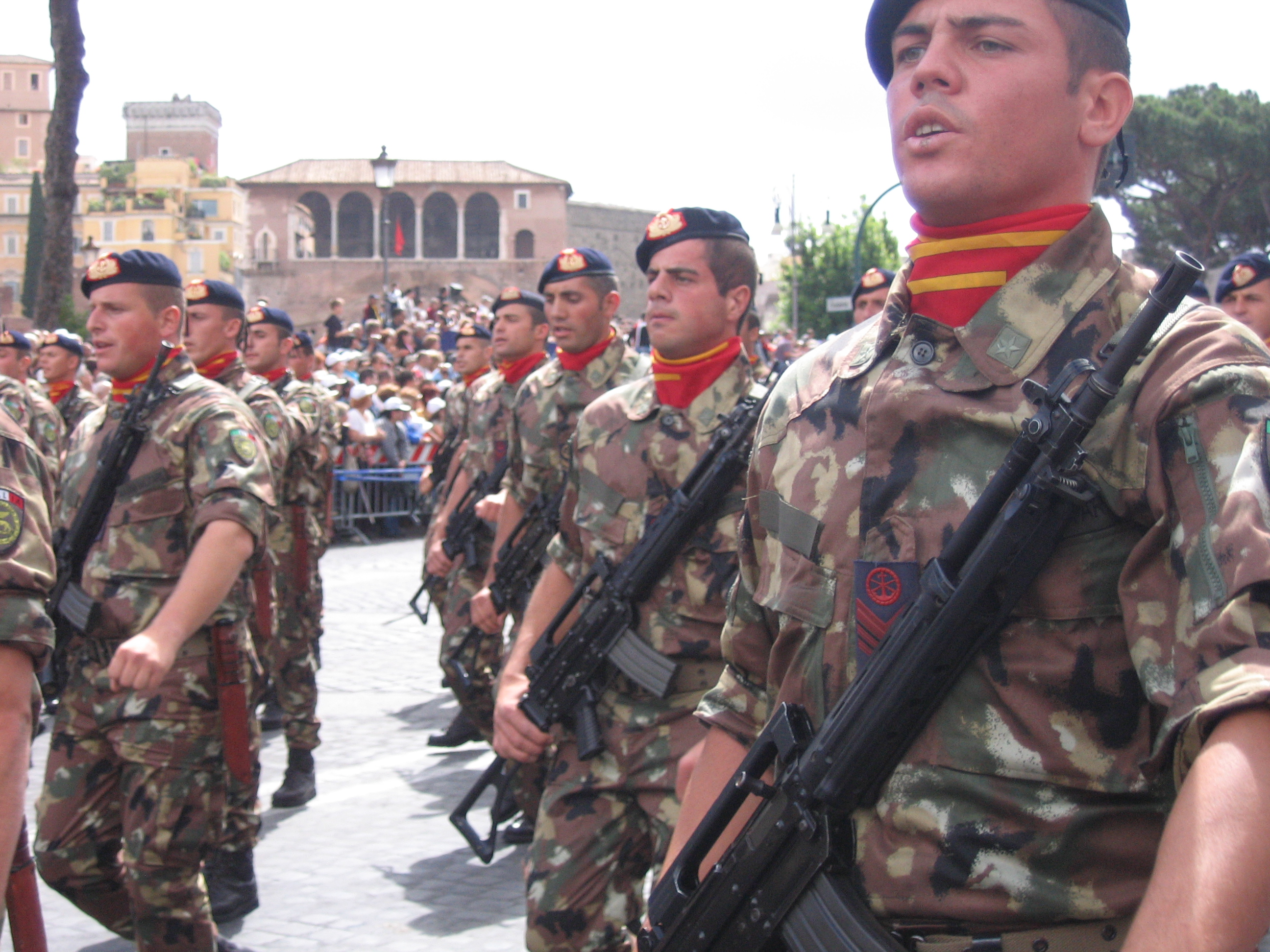